# Penicillaria ethiopica
Penicillaria ethiopica là một loài bướm đêm trong họ Noctuidae.